# Rudy Muller
Rudolf „Rudy” Muller (ur. 23 lutego 1942 w Luksemburgu) – luksemburski pływak, uczestnik Letnich Igrzysk 1960 w Rzymie.
Wystartował w konkurencji 100 metrów stylem grzbietowym podczas igrzysk olimpijskich w 1960 roku. W swoim wyścigu eliminacyjnym zajął ostatnie, 7. miejsce z czasem 1:12,3. Nie awansował do półfinałów.